# Kobyli Kąt
Kobyli Kąt – część wsi Motułka w Polsce, położona w województwie podlaskim, w powiecie augustowskim, w gminie Sztabin.
W latach 1975–1998 miejscowość administracyjnie należała do województwa suwalskiego.
Dawniej odrębna wieś. W 1827 roku było tu 8 domów i 46 mieszkańców, należacych do parafii Krasnybór. 1933–1952 siedziba gromady Kobyli Kąt w gminie Sztabin  w powiecie augustowskim; 1 stycznia 1953 nazwę gromady Kobyli Kąt zmieniono na Motułka